# Бех (Швиц)
Бех (нем. Bäch) — населённый пункт в Швейцарии, в кантоне Швиц.
Входит в коммуны Фрайенбах и Воллерау округа Хёфе. Население составляет 1481 человек (на 31 декабря 2007 года).